# Eulepte alialis
Eulepte alialis is een vlinder van de familie van de grasmotten (Crambidae), uit de onderfamilie van de Spilomelinae. De wetenschappelijke naam van deze soort is voor het eerst voorgesteld als Botys alialis door Achille Guenée in een publicatie uit 1854.
De soort komt voor in Frans-Guyana en Peru.